# Municipio Mara
Mara es uno de los 21 municipios que conforman al estado Zulia, en Venezuela. Junto con los municipios Maracaibo, San Francisco y Jesús Enrique Lossada, hace parte del Área metropolitana de Maracaibo. La capital del municipio es San Rafael del El Moján.

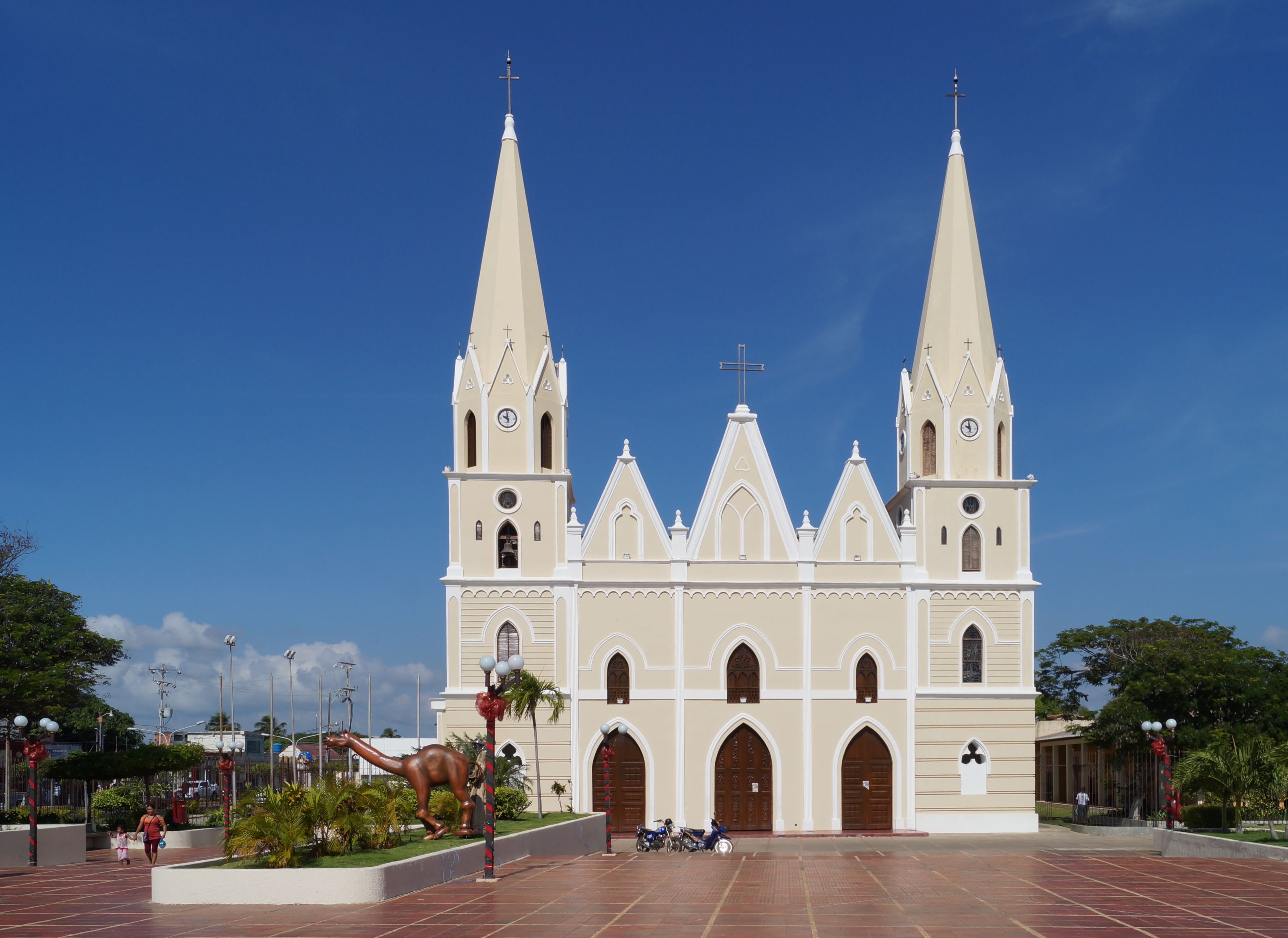
Iglesia San Rafael Arcángel, Municipio Mara.

## Historia
Las tribus de etnia wayú y añú fueron los primeros habitantes, repartidos los primeros entre las llanuras desérticas y los otros en viviendas construidas a la salida del río Limón sobre palafitos.
En 1792 la Guajira pasa a ser parte de la Provincia de Maracaibo.
En 1856 la mayor parte del territorio del actual municipio formaba parte del Cantón Maracaibo, el resto era parte del Cantón Perijá.
En 1874 se constituye dentro del Cantón Maracaibo como Departamento San Rafael.
En 1881 los municipios Mara y Páez (entonces departamentos San Rafael y Sinamaica) se constituyen en el Territorio Federal Guajira separado del Estado Zulia y cambia su denominación a Distrito San RafaelEn 1884 es nuevamente incorporado a la jurisdicción de Maracaibo.
En 1887, gracias a las gestiones de don F. Ignacio Chacín con su compadre, el Dr. Jesús María Portillo —diputado por el Zulia— se creó el distrito Mara mediante la aprobación de la ley de división territorial, el 12 de enero. Este nuevo distrito estaría conformado por los municipios San Rafael, como cabecera, y Ricaurte. Además, se instruyó al gobernador de la sección Zulia, Dr. Gregorio Fidel Méndez, a organizar su efectiva constitución.
El 3 de febrero, el gobernador firmó un decreto ordenando la erección oficial del distrito Mara para el día 6 de febrero. Sin embargo, por razones desconocidas, el distrito fue instalado oficialmente el 7 de febrero a las 7:00 p.m.
Durante esa sesión, se logró instalar el Concejo Municipal del Distrito Mara, resultando electos los siguientes ciudadanos:
- Sixto de Vicente, presidente
- Felipe José Fuenmayor, primer vicepresidente
- Isaías Molero, segundo vicepresidente
- José del Carmen Díaz, síndico procurador
- Rafael Osorio Petit, secretario (bachiller)  También fue electo Martín Antonio Ríos como Jefe Civil del distrito.

En 1989, a través de la ley de división político-territorial, pasa a ser Municipio Mara, Integrado por las parroquias San Rafael de Mara (capital), Ricaurte, Luis de Vicente y se crea la parroquia Mons. Marcos Sergio Godoy. Las parroquias Padilla y Monagas se separan para formar el Municipio Almirante Padilla.
En 1995 sufre su último reordenamiento interno quedando constituido por las actuales 07 parroquias: San Rafael de El Moján (capital), Ricaurte, Luis de Vicente, Mons. Marcos Sergio Godoy, Las Parcelas, La Sierrita y Tamare.

### Toponimia
El municipio toma su nombre del controvertido mito acerca del Cacique Mara. Según varios relatos Mara sería un joven y aguerrido cacique de grandes extensiones de territorio entre el lago de Maracaibo y el río Magdalena, y habría ofrecido resistencia a las tropas europeas del gobernador desde una de las islas del lago (Isla de Providencia). Según esta versión de la historia, Mara habría caído en combate en el lugar donde después se fundaría la ciudad de Maracaibo.
Varios historiadores ponen en duda la veracidad de esta historia por la escasez de registros y documentos históricos que la avalen, sin embargo es posible que algunas partes de este relato hayan sido tomados de la crónica publicada en 1579 por Rodrigo de Argüelles y Gaspar de Párraga. Pero la falta de pruebas no han impedido que se haya difundido ampliamente, hasta el punto de haberse oficializado como un emblema de la resistencia indígena en la región.

## Geografía
Tiene una superficie de 3.312 km² y una población de 251 044 habitantes. Su capital es la población de San Rafael de El Moján.

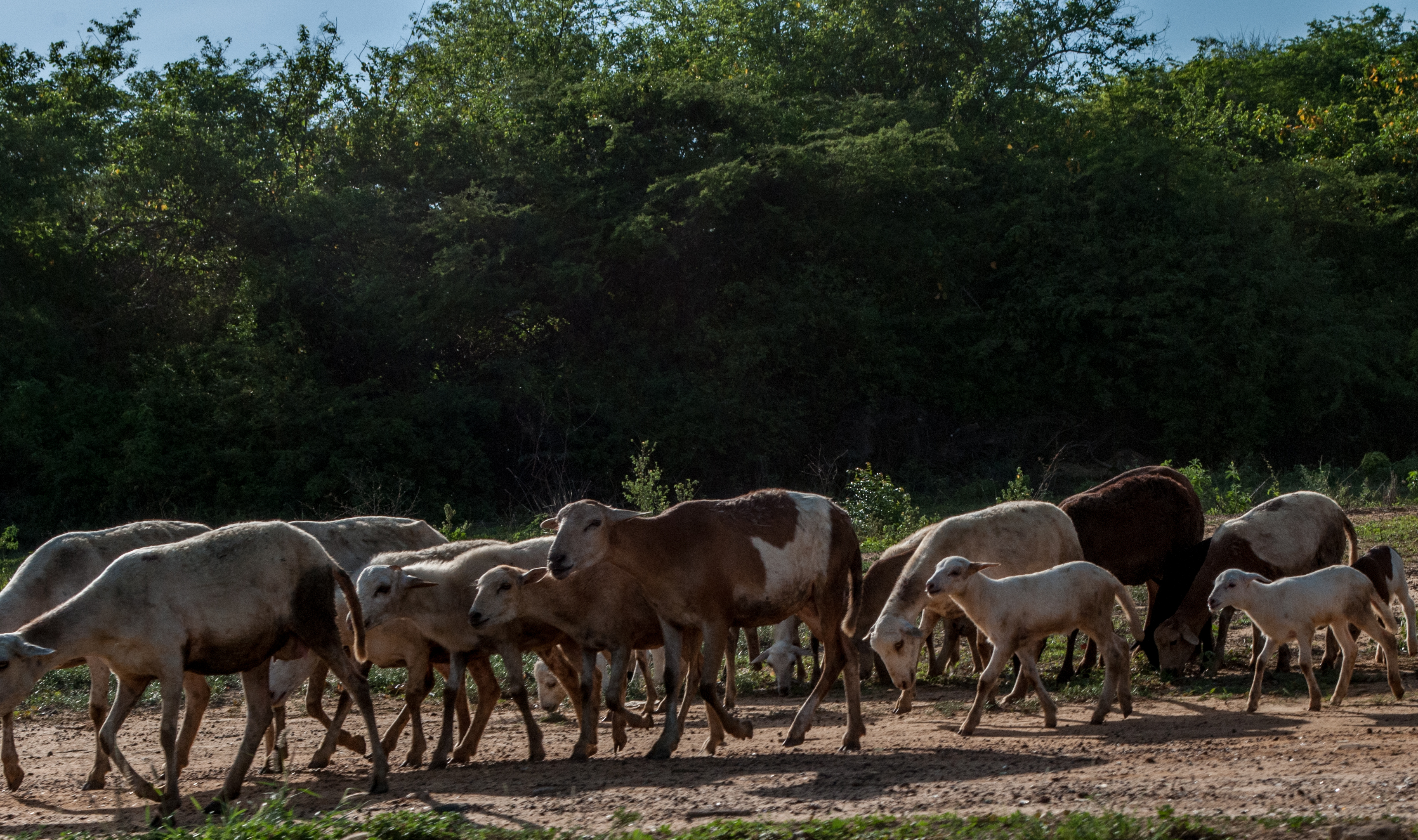
Ganado en el municipio Mara.

### Ubicación
Está ubicado al norte de los municipios Jesús Enrique Losada y Maracaibo y al sur del municipio Páez, al oeste, la República de Colombia y al este del Lago de Maracaibo (Bahía del Tablazo).

### Clima
| Parámetros climáticos promedio de Municipio Mara, según mediciones de sensores remotos (2000–2011) | Parámetros climáticos promedio de Municipio Mara, según mediciones de sensores remotos (2000–2011) | Parámetros climáticos promedio de Municipio Mara, según mediciones de sensores remotos (2000–2011) | Parámetros climáticos promedio de Municipio Mara, según mediciones de sensores remotos (2000–2011) | Parámetros climáticos promedio de Municipio Mara, según mediciones de sensores remotos (2000–2011) | Parámetros climáticos promedio de Municipio Mara, según mediciones de sensores remotos (2000–2011) | Parámetros climáticos promedio de Municipio Mara, según mediciones de sensores remotos (2000–2011) | Parámetros climáticos promedio de Municipio Mara, según mediciones de sensores remotos (2000–2011) | Parámetros climáticos promedio de Municipio Mara, según mediciones de sensores remotos (2000–2011) | Parámetros climáticos promedio de Municipio Mara, según mediciones de sensores remotos (2000–2011) | Parámetros climáticos promedio de Municipio Mara, según mediciones de sensores remotos (2000–2011) | Parámetros climáticos promedio de Municipio Mara, según mediciones de sensores remotos (2000–2011) | Parámetros climáticos promedio de Municipio Mara, según mediciones de sensores remotos (2000–2011) | Parámetros climáticos promedio de Municipio Mara, según mediciones de sensores remotos (2000–2011) |
| Mes                                                                                                | Ene.                                                                                               | Feb.                                                                                               | Mar.                                                                                               | Abr.                                                                                               | May.                                                                                               | Jun.                                                                                               | Jul.                                                                                               | Ago.                                                                                               | Sep.                                                                                               | Oct.                                                                                               | Nov.                                                                                               | Dic.                                                                                               | Anual                                                                                              |
| -------------------------------------------------------------------------------------------------- | -------------------------------------------------------------------------------------------------- | -------------------------------------------------------------------------------------------------- | -------------------------------------------------------------------------------------------------- | -------------------------------------------------------------------------------------------------- | -------------------------------------------------------------------------------------------------- | -------------------------------------------------------------------------------------------------- | -------------------------------------------------------------------------------------------------- | -------------------------------------------------------------------------------------------------- | -------------------------------------------------------------------------------------------------- | -------------------------------------------------------------------------------------------------- | -------------------------------------------------------------------------------------------------- | -------------------------------------------------------------------------------------------------- | -------------------------------------------------------------------------------------------------- |
| Temp. máx. abs. (°C)                                                                               | 40.7                                                                                               | 41.8                                                                                               | 43.1                                                                                               | 43.1                                                                                               | 44.2                                                                                               | 40.3                                                                                               | 41.4                                                                                               | 41.5                                                                                               | 41.1                                                                                               | 40.6                                                                                               | 38.6                                                                                               | 38.9                                                                                               | 44.2                                                                                               |
| Temp. máx. media (°C)                                                                              | 30.4                                                                                               | 33.0                                                                                               | 34.1                                                                                               | 32.1                                                                                               | 29.4                                                                                               | 29.6                                                                                               | 31.2                                                                                               | 29.8                                                                                               | 29.8                                                                                               | 28.5                                                                                               | 27.1                                                                                               | 27.7                                                                                               | 30.2                                                                                               |
| Temp. media (°C)                                                                                   | 24.6                                                                                               | 24.5                                                                                               | 24.3                                                                                               | 24.4                                                                                               | 25.5                                                                                               | 25.9                                                                                               | 26.0                                                                                               | 26.6                                                                                               | 26.2                                                                                               | 26.4                                                                                               | 25.0                                                                                               | 24.2                                                                                               | 25.3                                                                                               |
| Temp. mín. media (°C)                                                                              | 23.0                                                                                               | 23.1                                                                                               | 23.3                                                                                               | 23.4                                                                                               | 23.5                                                                                               | 24.2                                                                                               | 24.2                                                                                               | 25.0                                                                                               | 24.2                                                                                               | 23.2                                                                                               | 22.8                                                                                               | 22.6                                                                                               | 23.5                                                                                               |
| Temp. mín. abs. (°C)                                                                               | 16.9                                                                                               | 17.6                                                                                               | 16.8                                                                                               | 15.7                                                                                               | 16.1                                                                                               | 14.4                                                                                               | 14.5                                                                                               | 15.4                                                                                               | 14.2                                                                                               | 14.0                                                                                               | 13.3                                                                                               | 14.7                                                                                               | 13.3                                                                                               |
| Fuente: MOD11A2 MODIS/Terra Land Surface Temperature/Emissivity                                    | | | | | | | | | | | | | |

### Organización parroquial
El municipio se compone de 7 parroquias que son:
| Parroquia                    | Superficie | Población (2023) | Densidad       |
| ---------------------------- | ---------- | ---------------- | -------------- |
| San Rafael                   | 127 km²    | 61.141 hab.      | 396,20 hab/km² |
| La Sierrita                  | 443 km²    | 55.227 hab.      | 102,09 hab/km² |
| Las Parcelas                 | 389 km²    | 20.288 hab.      | 41,87 hab/km²  |
| Luis de Vicente              | 1.235 km²  | 19.652 hab.      | 15,91 hab/km²  |
| Monseñor Marcos Sergio Godoy | 980 km²    | 5.326 hab.       | 4,41 hab/km²   |
| Ricaurte                     | 112 km²    | 70.093 hab.      | 563,33 hab/km² |
| Tamare                       | 26 km²     | 19.317 hab.      | 319,88 hab/km² |
| Municipio Mara               | 3.312 km²  | 251 044 hab.     | 62,57 hab/km²  |

## Demografía

### Centros poblados
- San Rafael de El Moján
- Santa Cruz de Mara
- Las Delicias
- Tamare
- Nazareth (Palafitos)
- Carrasquero

## Símbolos municipales
Ante las transformaciones territoriales experimentadas a través de las últimas divisiones político-territoriales, se plantea por preocupación e iniciativa de la administración municipal, el derogar el antiguo escudo de armas y establecer una nueva y completa simbología, que en su conjunto representaran el gentilicio y las riquezas de la entidad marense de una forma integral. Con esta premisa, la Alcaldía de Mara, durante la primera gestión de Salvador Spinello Silva, auspicia un nuevo concurso para la creación y elección  de los nuevos símbolos municipales, a cuya participación se convoca a los niños, jóvenes y adultos, nativos y/o residentes de toda la geografía marense el 23 de septiembre de 1996.
Para tales propósitos, se establecieron como bases para la consignación de los proyectos de bandera y escudo que cada participante podría consignar un máximo de dos trabajos y que debían ser presentados en cartulina tamaño carta. Los materiales, símbolos y elementos eran de libre escogencia, sus descripciones y significados deberían adjuntarse para los efectos de su evaluación por parte del jurado.
En lo que respecta al himno, los participantes debían consignar sus proyectos grabados en un casete, estableciéndose una estructura poético-musical de una coro y un máximo de tres estrofas, con una melodía sencilla, de fácil interpretación y aprendizaje. Sus argumentos debían ser de exclusivo carácter patriótico y representativo en lo que respecta a los recursos, geografía e historia del municipio Mara
Los proyectos debían presentarse en perfecto estado y ser identificados en su parte posterior con un seudónimo y en un sobre cerrado con los datos personales del autor.
Una vez publicadas esta bases, a través de la prensa regional, los trabajos debieron ser consignados en la Dirección de Relaciones Institucionales de la Alcaldía de Mara en el lapso de tiempo establecido, siendo la fecha tope para la recepción el 15 de octubre de 1996. Pese a ser demasiado corto y limitativo el tiempo, éste no sesgó de entusiasmo ni participación a los marenses, presentándose más de un centenar de proyectos de bandera, escudo e himno.
La municipalidad designó un jurado calificador integrado por el maestro Lucidio Quintero Simanca, Director de la Banda de Concierto "Simón Bolívar; el maestro Juan Belmonte Guzmán, director de la Orquesta Sinfónica del Zulia; el historiador Fernando Ferrer; los compositores Jairo Gil y Renato Aguirre; el Lic. Ramón Humano, profesor de la Escuela de Artes Plásticas "Julio Árraga"; el abogado, poeta y escritor Camilo Balza Donatti y Jesús Guilleromo Granadillo, cronista del municipio Mara, siendo el compositor Moisés Fuenmayor testigo de excepción. Tras revisar y evaluar confidencialmente (debido a que los trabajos no se exhibieron públicamente, como es acostumbrado en este tipo de concursos) un total de 195 trabajos, este jurado tomó su decisión, el 24 de octubre de 1996. Una vez celebrada la sesión solemne con motivo del CCVIII aniversario del natalicio del Gral. Rafael Urdaneta y "Día del Retorno a Mara" se proclamaron como ganadores de este concurso a los siguientes ciudadanos:
Bandera: Leobaldo Molero
Mención especial al Expresidente del Concejo Municipal de Mara, Ezequiel Carruyo.
Escudo: Alfredo Ballesteros
Mención especial al pintor Ildefonso "Mochila" Villalobos y para Alonso Fuenmayor.
Himno: Gualberto Gutiérrez, quien para el momento se desmpeñaba como Prefecto del Municipio Mara
Mención especial al educador y compositor Luví Marín.
Con el privilegio de ser los artífices de los emblemas locales y un pequeño premio de cien mil bolívares, se reconoció la creatividad de los autores de estos símbolos, que se instituyen como patrimonio de los marenses e íconos de su representatividad al promulgarse la ordenanza respectiva el 26 de febrero de 1997.

### Bandera
Conformada por tres franjas paralelas de igual tamaño y longitud. La Franja Superior es de color verde y representa la riqueza agropecuaria y la esperanza que tiene cada marense de contribuir con el progreso de esta noble tierra. La franja Central es de color blanco y representa la pureza y dignidad de nuestro gentilicio. La Franja Inferior es de color azul y representa la hidrográfica y las principales fuentes de subsistencia.
Estas tres franja están unidas de palmo a palmo por un sol, que representa el calor y la hospitalidad de la tierra marense. En el extremo terminal de la franja central se localiza una estrella de color negro de cinco picos, que representa las riquezas de nuestro subsuelo y los cinco elementos que fundamentan nuestra riqueza económica: el petróleo, el carbón, la ganadería, la agricultura y la pesca. Su autor es Leobaldo Molero. 

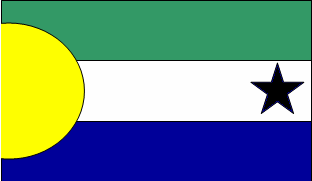
no

### Escudo
Está conformado por un campo dividido en tres cuarteles. El Superior Izquierdo muestra el río y minas del Guasare, que simboliza las riqueza mineras de Mara. El Superior Derecho contiene una cabeza de res teniendo de fondo un campo de labranza, los que representan la riqueza agropecuaria que a lo largo de nuestra historia ha sido inagotable fuente de empleo y alimento. El Cuartel Central Inferior contiene el río Limón y el Lago que baña nuestra riberas, el puente "Guajira Venezolana" como símbolo de fraternidad entre los pueblos de Mara y Páez (actualmente Guajira), una embarcación con peces que representa la pesca, un palafito y una indígena enmantada que representan nuestros pobladores ancestrales: los Añu y Wayuú.
El escudo tiene por Timbre un cocotero a su lado izquierdo y una vid a su lado derecho, que representan las potencialidades e industria. Estos se encuentran unidos por una cinta con el tricolor municipal. En la parte superior del Escudo se encuentra un Sol, que desapercibida mente, fue omitido por el autor y los ediles marenses, para el cual, sugerimos como significado nuestra ubicación geográfica, debido a que el Municipio Mara se encuentra hacia el extremo occidental del país, donde se oculta el Sol. En su cinta se muestra la inscripción "27 de Diciembre de 1872" y en su parte superior e inferior las inscripciones semicirculares:"MUNICIPIO MARA" y "ESTADO ZULIA", respectivamente, en letras mayúsculas de color negro. Su autor es Alfredo Ballesteros.

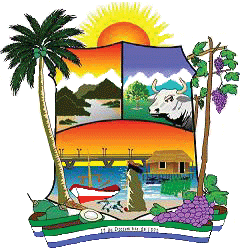
no

### Himno
El himno tiene una estructura de un coro y tres estrofas. Su contenido canta la bellezas y riquezas naturales, así como los orígenes de nuestro gentilicio transmutados en el mestizaje y la defensa de los territorios lacustres librada por nuestros aguerridos habitantes ancestrales.
El Himno del Municipio Mara se caracteriza por ser un canto de esperanza, hermandad, de evocacion y reencuentro con el terruño y la identidad. En su contenido se exalta a quienes impulsaron la creación de la entidad marense: el ganadero Ignacio Chacin y Sixto D' Vicente, quienes a través del Dr. Jesús María Portillo, parlamentario ante la Legislatura del Estado Falcón-Zulia, logran la restitución de la autonomía perdida el 26 de diciembre de 1884 con la disolución del Distrito San Rafael, al lograr la creación de Distrito Mara el 6 de febrero de 1887. Dentro de una particular perspectiva, también coloca en relieve la vocación y religiosidad del pueblo marense.
Su letra y música es del intérprete y compositor gaitero, Sr. Gualberto Gutiérrez; sus arreglos orquestales y corales del desaparecido, Maestro, Juan Belmonte Guzmán, Director de la Orquesta Sinfónica del Zulia.

## Economía
El municipio es un gran productor agrícola de frutas, destacando la patilla, el melón y las uvas. También destaca la producción pesquera y la extracción del carbón y petróleo. Al igual se presenta la actividad turística.

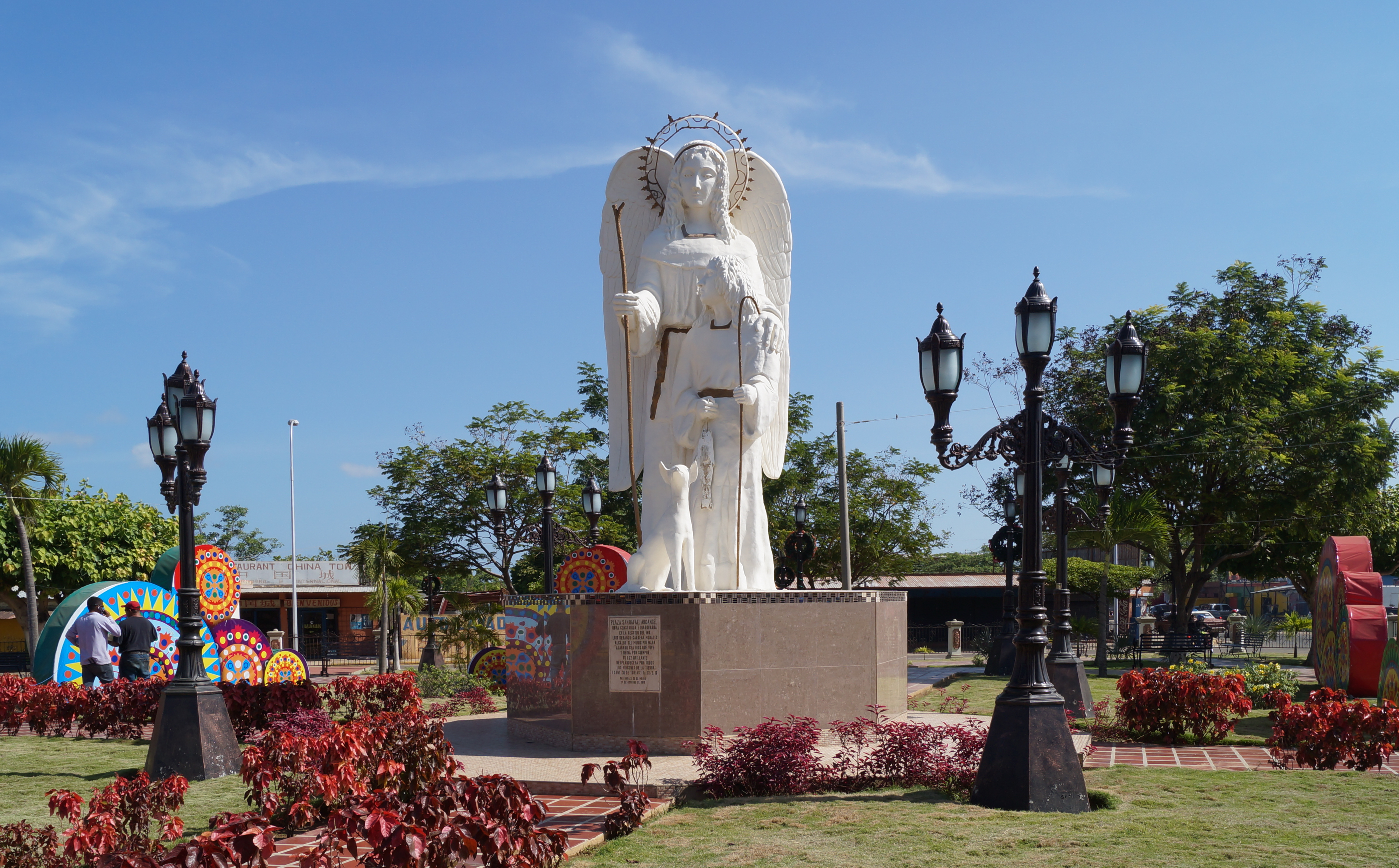
Plaza San Rafael Arcángel.

### Gastronomía
Las comidas típicas están diversificadas por zonas en el municipio, aunque mayoritariamente se consume lo que se obtiene de las cosechas propias de cada zona además de la caza y la pesca de los ríos y arroyos. Así entonces se practica la pesca de subsistencia con especies como el bocachico, mana-mana, bagre, armadillo o buco, y en las zonas aledañas a las playas consumen las especies corvina, robalo y cangrejo azul. Se caza conejos, vaquiros, chiguire o capibara, iguanas, y ya en menor medida en las zonas más boscosas venados. También es común en la mesa del marense los diferentes platos presentes en otras regiones del estado Zulia, como mojito en coco, chivo y ovejo en coco o asado, el arroz con pollo, la arepa con mortadela , arepita dulce con mantequilla y el dulce de coco, todo esto casi siempre acompañado con plátano y yuca.

## Política y gobierno

### Alcaldes
| Período     | Alcalde           | Partido político / Alianza | % de votos | Notas |
| ----------- | ----------------- | -------------------------- | ---------- | --- |
| 1989 - 1992 | Nelson Ocando     | COPEI                      | 50,26      | Primer alcalde bajo elecciones directas |
| 1992 - 1995 | Nelson Ocando     | COPEI                      | 52,04      | Reelecto |
| 1995 - 2000 | Salvador Spinello | AD                         |            | Segundo alcalde bajo elecciones directas se realizaron elecciones generales adelantadas en el 2000 debido a la aprobación de la Constitución de 1999) |
| 2000 - 2004 | Salvador Spinello | AD                         | 41,20      | Reelecto |
| 2004 - 2008 | Luis Caldera      | MEP                        | 43,86      | Tercer alcalde bajo elecciones directas |
| 2008 - 2013 | Luis Caldera      | PSUV                       | 60,75      | Reelecto (se postergan 1 año las elecciones municipales pautadas para finales del 2012)                                                               |
| 2013 - 2017 | Luis Caldera      | PSUV                       | 79,04      | Reelecto |
| 2017 - 2021 | Luis Caldera      | PSUV                       | 74,43      | Reelecto |
| 2021 - 2025 | Luis Caldera      | PSUV                       | 45,21      | Reelecto |
| 2025        | Edgar Labarca     | PSUV                       | -          | Alcalde encargado. (Presidente del Concejo Municipal)                                                                                                 |

### Concejo municipal
| Concejales:       | Partido político / Alianza |
| ----------------- | -------------------------- |
| Edgar Labarca     | PSUV                       |
| Maritza Quintero  | PSUV                       |
| Teresa Chacin     | PSUV                       |
| Rober Morán       | PSUV                       |
| Rene Castillo     | PSUV                       |
| Dariela Fuenmayor | MUD                        |
| Claudio Quintero  | MUD                        |
| Alonso Fuenmayor  | MUD                        |
| Edixon Molero     | (Representación indígena)  |